# Linia kolejowa nr 28
Linia kolejowa nr 28 Wieliszew – Zegrze Południowe – zelektryfikowana, drugorzędna, jednotorowa linia kolejowa łącząca stację Wieliszew z ogólnodostępną bocznicą szlakową i stacją kolejową Zegrze Południowe.

## Historia
Linia została oddana do użytku w 1897 roku. Pierwotnie prześwit toru wynosił 1524 mm, jednak w 1915 roku zmieniono go na rozstaw normalnotorowy (1435 mm). Elektryfikację linii przeprowadzono przed 27 maja 1972 roku. Do 1994 roku prowadzono na linii przewozy pasażerskie. Deelektryfikacja nastąpiła przed 2000 rokiem, wtedy też rozebrano budynek dworcowy na stacji pasażerskiej Zegrze.
W 2011 roku przywrócono przejezdność linii dla potrzeb przewozów towarowych. Od 2015 roku rozważana była odbudowa linii i przywrócenie kursów, a na początku 2017 roku ogłoszono przetarg na wykonanie dokumentacji przedprojektowej do odbudowy linii celem przywrócenia ruchu pasażerskiego. W 2019 roku ogłoszono przetarg na projekt i odbudowę linii kolejowej wraz z przystankami Wieliszew Osiedle i Zegrze. W kwietniu 2020 roku zawarto umowę na prace o wartości 55,7 mln zł i zapowiedziano oddanie inwestycji do użytku w IV kwartale 2022 roku. Po realizacji inwestycji, obejmującej wymianę nawierzchni na całej długości linii, jej reelektryfikację, budowę 2 rozjazdów i torów nr 2 i 10 w Zegrzu, pociągi pasażerskie będą mogły kursować z prędkością 80 km/h i zatrzymywać się na nowym przystanku Wieliszew Centrum z jednym peronem jednokrawędziowym przy drodze wojewódzkiej nr 631 oraz przy peronie dwukrawędziowym w Zegrzu. Oddanie linii kolejowej do użytku nastąpiło 11 czerwca 2023 roku.
| Tor 1         | Tor 1         | Tor 1               | Tor 1 | Tor 1            |
| odcinek linii | odcinek linii | pociągi pasażerskie | EZT   | pociągi towarowe |
| km pocz.      | km końcowy    | pociągi pasażerskie | EZT   | pociągi towarowe |
| ------------- | ------------- | ------------------- | ----- | ---------------- |
| -0,085        | 0,031         | 40                  | 40    | 0                |
| 0,031         | 3,342         | 60                  | 60    | 0                |